# Potsdam-Süd
Der Stadtteil Potsdam-Süd der kreisfreien Stadt Potsdam in Brandenburg ist durch die Eigenheimsiedlungen Kolonie Daheim (einer von 1894 bis 1897 für die Arbeiter der Königlichen Eisenbahnwerkstätten – später: Reichsbahnausbesserungswerk Potsdam – erbauten und heute unter Denkmalschutz stehenden Siedlung) und Kunersdorfer Straße, sowie die denkmalgeschützte Stadtrandsiedlung und die Siedlung Eigenheim am Rande der Ravensberge, aber auch durch die drei großen Neubausiedlungen Waldstadt I, Waldstadt II und Am Schlaatz geprägt. Er vereinigt die Teltower und Templiner Vorstadt sowie die Halbinsel Hermannswerder sowie die Vorstadtsiedlungen und Wohngebiete miteinander und stellt den bevölkerungsreichsten Stadtteil dar.

## Teltower und Templiner Vorstadt, Brauhausberg
Die Templiner Vorstadt (benannt nach der Wüstung Templin am Templiner See) liegt im Süden direkt an der B 2 in Richtung Michendorf, am Fuße des Potsdamer Brauhausberges.
Die Bezeichnung Brauhausberg geht auf das ehemalige Königliche Brauhaus zurück, das seit 1728 an diesem Berg seinen Sitz hatte. Für die Lagerung des Bieres wurden Stollen in den Berg getrieben, die noch heute zu sehen sind. In diesen wurden im Winter Eisschollen aus der nahe gelegenen Havel eingelagert, um auch im Sommer eine ausreichende Kühlung zu gewährleisten. Die ehemalige Brauerei war noch in den 1980er Jahren in Betrieb und wurde erst dann durch eine moderne Brauanlage im Industriegelände Rehbrücke ersetzt. Auf dem Brauhausberg ließ der preußische König Friedrich Wilhelm III. 1804 für die Königin Luise einen Aussichtsturm im neugotischen Stil erbauen. Um diesen herum wurde von 1899 bis 1902 nach Plänen von Franz Schwechten die neue Kriegsschule (später Reichsarchiv und SED-Bezirksleitung und bis 2013 dann Sitz des Brandenburgischen Landtags) erbaut.
Zwischen Teltower und Templiner Vorstadt befindet sich das Waldgebiet Ravensberge, das durch seine weit verzweigten Wege und dem Kleinen und Großem Ravensberg auch als Naherholungsgebiet genutzt wird. Es zieht sich bis zum Templiner See und dessen Uferstraße hin zum Forsthaus Templin am Waldbad Templin (früher Strandbad Templin). Durch dieses Waldgebiet sind auch die Orte Caputh und Ferch zu erreichen. Hier befindet sich auch der Telegrafenberg mit dem bereits im 19. Jahrhundert angelegte Wissenschaftspark Albert Einstein, zu dem die bekannten Einsteinturm und dem Großen Refraktor (Teleskop) des Astrophysikalischen Instituts Potsdam und der Helmert-Turm gehören. Hier haben sich nach der Wende in den 1990er Jahren auch das Potsdam-Institut für Klimafolgenforschung (PIK), das Alfred-Wegener-Institut für Polar- und Meeresforschung (AWI), und das Geoforschungszentrum etabliert. In unmittelbarer Nähe befindet sich auch der Deutsche Wetterdienst mit einer Außenstelle. Dort befanden sich bis zur politischen Wende mehrere Einrichtungen des Meteorologischen Dienstes der DDR.

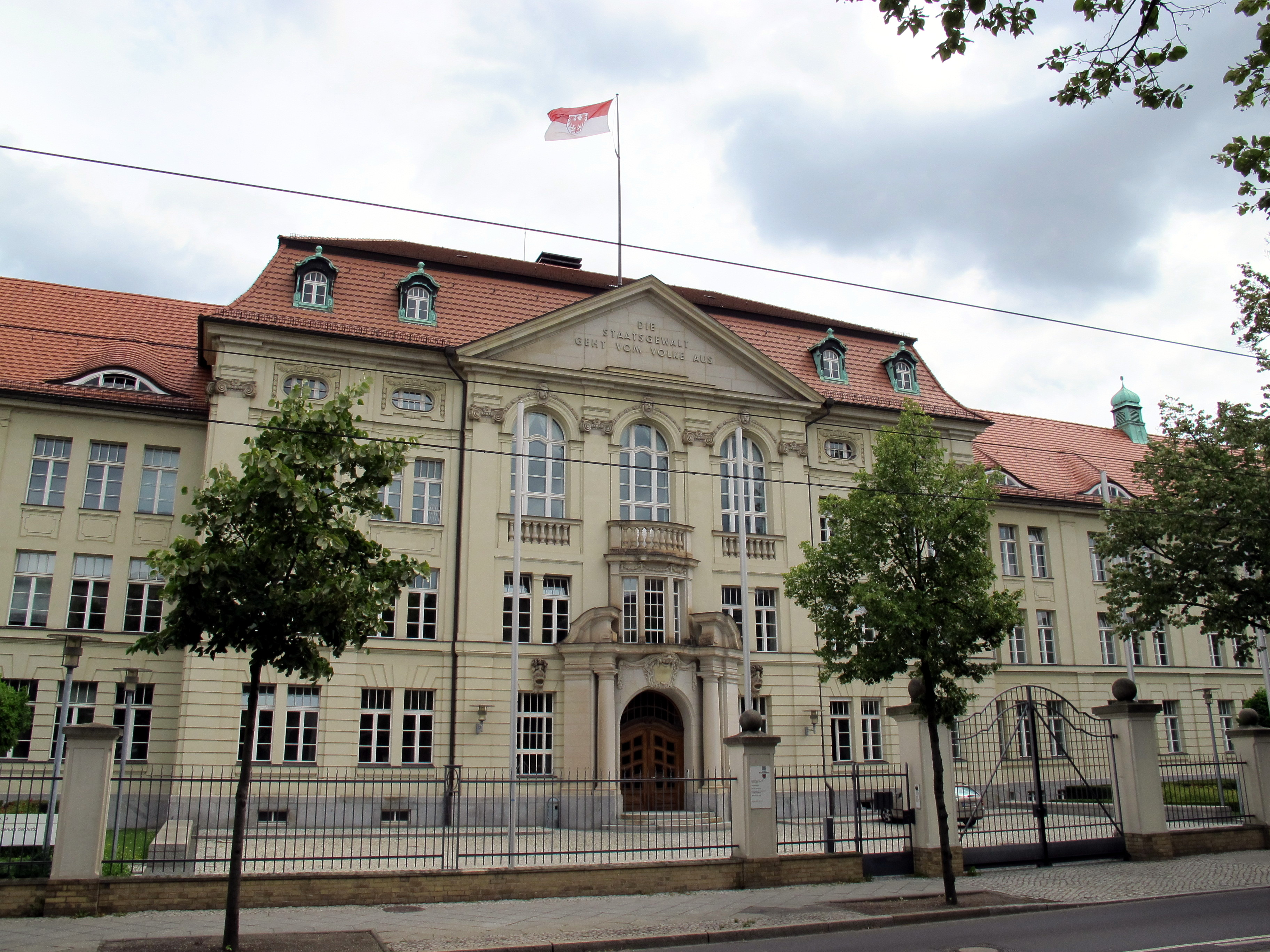
Brandenburgische Staatskanzlei

Einen großen Teil der Teltower Vorstadt nehmen der Neue und Alte Friedhof ein, die, neben einigen kleineren in Babelsberg, die wichtigsten und größten Friedhöfe Potsdams sind. Sie werden nur durch die Magistrale der Heinrich-Mann-Allee (früher: Saarmunder Straße) voneinander getrennt. Der Alte Friedhof ist 1796 angelegt worden und erhielt bereits 1867 seinen Namen, da wegen des Platzmangels auf der gegenüberliegenden Straßenseite der Neue Friedhof angelegt werden musste. 1851 erhielt der Alte Friedhof eine spätklassizistische Trauerhalle mit einer Kapelle. Auf diesem Friedhof sind berühmten Potsdamer wie der Arzt Ernst von Bergmann, Eleonore Prochaska, Hermann Schulze-Delitzsch und der Orgelbauer Alexander Schuke (Begründer der Alexander Schuke Potsdam Orgelbau) beigesetzt. In unmittelbarer Nähe befindet sich die Brandenburgische Staatskanzlei, Amtssitz des Ministerpräsidenten.

### Hermannswerder

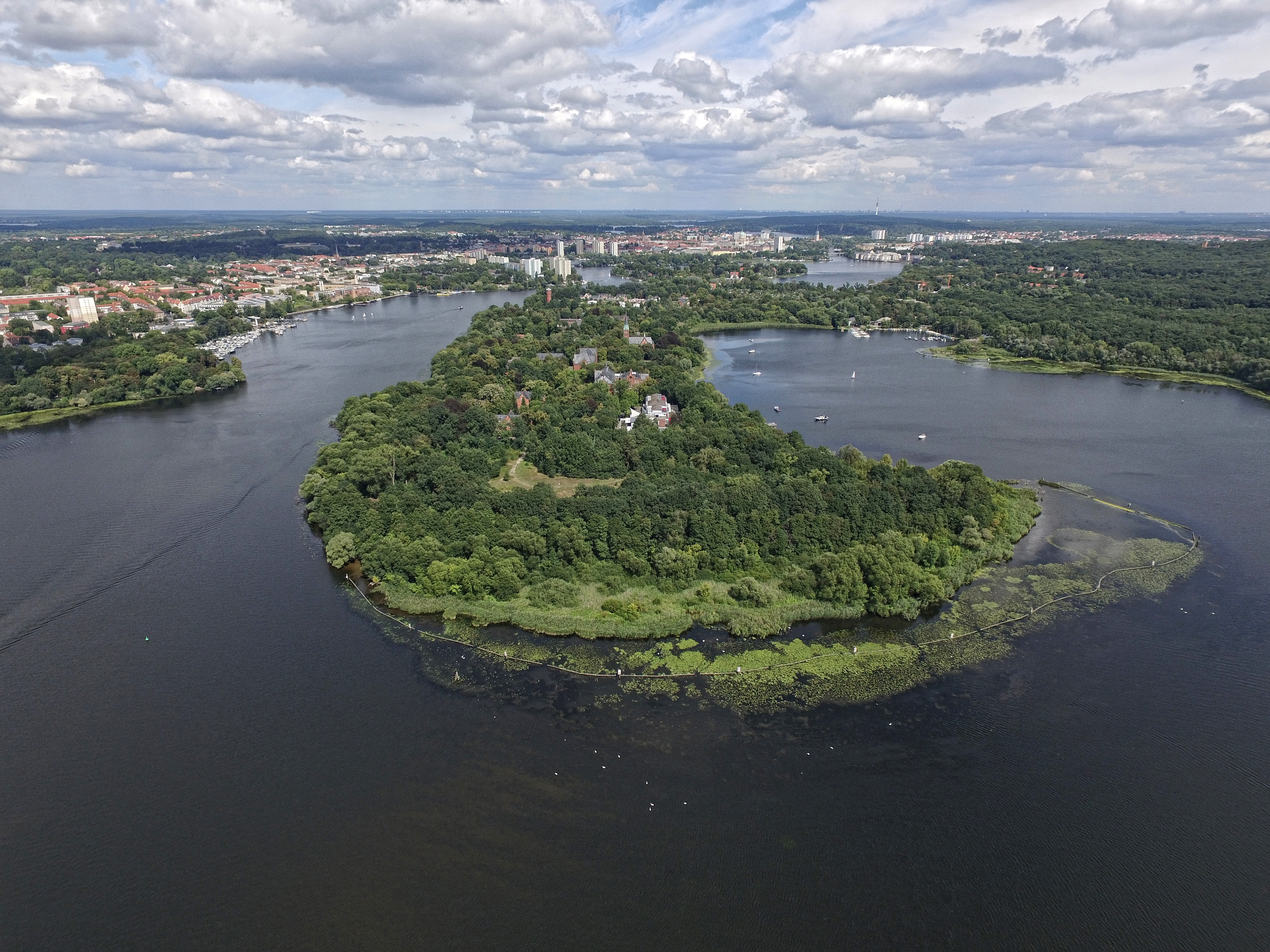
Hermannswerder von Südwesten, Potsdamer Innenstadt im Hintergrund

Hermannswerder (52° 23′ N, 13° 2′ O), ehemals Tornow (niedersorbisch Tornow), ist eine ambossförmige Halbinsel, die in den Templiner See hineinragt und als solche Teil der Templiner Vorstadt ist. Sie ist nach Hermann Hoffbauer benannt. Das etwa 40 Hektar umfassende südwestliche Gebiet ist Eigentum der evangelischen Hoffbauer-Stiftung, die dort ihren Stammsitz hat und ein evangelisches Gymnasium mit Internat sowie einige Pflegeeinrichtungen für die Alten- und Behindertenpflege betreibt. Die Fachhochschule Clara Hoffbauer Potsdam wird von der Tochtergesellschaft der Hoffbauer-Stiftung Evangelische Hochschule Potsdam getragen. Auf Hermannswerder befindet sich auch die im Jahr 1911 geweihte evangelische Inselkirche Hermannswerder, ein neugotischer Backsteinbau mit 600 Plätzen und einer Orgel der Potsdamer Orgelbaufirma Schuke.
Auf dem restlichen, nordöstlichen Areal mit den Landzungen Alter Tornow und Küssel befinden sich seit den 1920er Jahren einige Villen und Einfamilienhäuser sowie eine Eigenheimbebauung aus den 1950er bis 1970er Jahren, aber auch Kleingärten der Potsdamer. Diese Halbinsel ist durch die Fähre Kiewitt auch mit der Westlichen Vorstadt verbunden. Über eine Buslinie besteht eine Verbindung zum Hauptbahnhof.
Der Judengraben am Isthmus zwischen den Buchten von Vorder- und Hinterkappe im Templiner See trennt Hermannswerder heute vom Festland ab, wodurch es der Form nach künstlich zur Insel wurde.

## Am Schlaatz
Die Plattenbausiedlung Am Schlaatz (slawisches Wort für Sumpf) als das jüngste Bebauungsgebiet dieses Stadtteils wurde im Wesentlichen bis zum Jahr 1987 auf dem Potsdamer Teil der Nuthewiesen direkt an der Nuthe errichtet, wobei es hierzu notwendig war, den Bauuntergrund mit Sand aus dem nahe gelegenen Baggersee (dieser wurde nur für diesen Zweck angelegt) an der Nutheschnellstraße aufzufüllen. Nach einem massiven Bevölkerungsschwund in den ersten Jahren nach der Wende und daraus notwendigen umfassenden Umbauten und Modernisierungen der Wohnungen – es handelte sich ursprünglich um so genannte Ratio-Wohnungen, mit 3–4 Zimmern und einer Größe von 54 bis 70 m² – ist dieses Wohngebiet heute bei den zahlreichen Studenten der Potsdamer, aber auch Berliner Hochschulen sehr beliebt.
Über zwei Tramlinien sowie einigen Buslinien (darunter eine Nachtbuslinie) bestehen Verbindungen zu Nachbarwohnsiedlungen, wie Drewitz oder der Teltower Vorstadt. Auch ist der Hauptbahnhof Potsdam sowie der Bahnhof Rehbrücke angebunden.

## Waldstadt I
Die Siedlung Waldstadt I ist das älteste der sogenannten Potsdamer Neubaugebiete und wurde ab Ende der 1950er bis Ende der 1970er Jahre an der unmittelbaren Stadtgrenze zum damaligen Rehbrücke (heute ein Ortsteil von Nuthetal) errichtet. In diesem Bereich befindet sich auch die Stadtrandsiedlung. Das Wohngebiet ist inmitten von Wald errichtet in einer Großblockbauweise und verfügt über eine Grundschule sowie die Potsdamer Waldorfschule.
Hier befindet sich auch der Fußballplatz des SSV Turbine Potsdam, aus dem u. a. 1999 der 1. FFC Turbine Potsdam ausgegliedert wurde, der hier am 3. März 1971 als Frauenmannschaft der BSG Turbine Potsdam gegründet wurde.
Unmittelbar an der Grenze zum benachbarten Rehbrücke liegt der Bahnhof Rehbrücke mit Umsteigemöglichkeit in die Linien RE7 und RB37. Durch den Ort, entlang der Hauptstraße verlaufen neben zahlreichen Buslinien insgesamt drei Tramlinien, die eine schnelle Anbindung zum Hauptbahnhof ermöglichen.

## Waldstadt II
Das Wohngebiet Waldstadt II wurde Ende der 1970er bis Mitte der 1980er Jahre erbaut. Diese reine Plattenbausiedlung grenzt an ein großes Waldgebiet, in das es seinerzeit hineingebaut wurde und in dem sich der Teufelssee und die Ravensberge als beliebte Ausflugsziele befinden. Bei diesem Waldgebiet handelt es sich gleichzeitig um ein Naturschutzgebiet, da in dieser Region Feuchtbiotope vorkommen.
Das Naturschutzgebiet wird im Süden begrenzt durch die Ortschaft Bergholz, im Norden durch Potsdam, im Westen durch die Eisenbahntrasse des südlichen Berliner Rings und im Osten durch die Waldstadt II.
Die beiden Wohngebiete Waldstadt I und II werden durch die Heinrich-Mann-Allee und eine Straßenbahntrasse voneinander getrennt. Die umfassendere Infrastruktur wie Ärztehaus und Einkaufscenter befinden sich in diesem Areal, das auch den größeren Teil der beiden Waldstädte darstellt.
Konzeptionell unterscheidet sich die Anlage des Neubaugebietes Waldstadt II im Verhältnis zum Neubaugebiet Am Schlaatz durch die Einbindung der vorhandenen Waldfläche in die Höfe und Ringe. Für diesen architektonischen Ansatz erhielt der Architekt der Waldstadt II den Nationalpreis der DDR. 2007 beging die Waldstadt II offiziell ihr 25. Jubiläum der Fertigstellung. Tatsächlich sind aber noch innerhalb dieser 25 Jahre, etwa entlang der Straßenbahntrasse und der Bahntrasse der Wetzlarer Bahn, weitere Häuserzeilen entstanden, nachdem wegen ungenügender Tragfähigkeit im benachbarten Wohngebiet Am Schlaatz nicht die ursprünglich geplante Anzahl der Plattenwohnbauten errichtet werden konnten, und daher hier die benötigten Gebäude ersatzweise angesiedelt wurden.